# Aōdō Denzen
Aōdō Denzen (japanisch 亜欧堂 田善, eigentlicher Name: Nagata Zenkichi (永田 善吉), weitere Künstlernamen: Aō Chinjin (亜欧 陣人), Jotan (如旦), Seizandō (星山堂); geb. 1748 in Sukagawa, Provinz Iwashiro (heute: Präfektur Fukushima); gest. 25. Juni 1822) war ein japanischer Maler im westlichen Stil in  der späteren Edo-Zeit.

## Leben und Werk
Aōdō Denzen studierte Malerei zunächst bei dem Mönch und Maler Gessen. Sein Talent wurde vom Oberhaupt der Shirakwa-Domäne, in der er lebte, dem Fürsten Matsudaira Sadanobu erkannt. Der schickte ihn nach Edo, wo er sich bei Tani Bunchō, der ebenfalls von Matsudaira gefördert wurde, weiterbilden konnte. Danach wurde Aōdō zum offiziellen Maler (御用絵師, Goyō eshi) dieser Matsudaira-Familie ernannt.
Ab 1798 lebte Aōdō in Edo und widmete sich ganz dem Studium der Malerei im westlichen Stil. Dabei beschäftigte er sich sowohl mit der Ölmalerei als auch mit der Radierung. Die Kunst der Radierung soll er von einem Holländer in Nagasaki und auch von Shiba Kōkan gelernt haben. Dabei entwickelte er eine eigene Technik, indem er die Kupferplatten mit Lack überzog, statt mit Wachs, wie es Shiba Kōkan tat. Sein Satz von Radierungen, die anschauliche Darstellungen von Landschaften in und um Edo sowie von den Menschen dort beinhalten, waren beliebt und halfen, die westliche Bildgestaltung populär zu machen. Des Weiteren beschäftigte er sich mit Landkarten und Illustrationen für medizinische Bücher.
Zu Aōdōs bekanntesten Werken gehört der Stellschirm mit dem Titel „Neues Bild vom Berg Asama“ (浅間山図屏風, Asamayama zu byōbu) und die Radierung „Blick auf den Kinryū-san“ (金竜山の図, Kinryūsan no zu), womit der Blick auf den Sensō-ji gemeint ist.

## Bilder

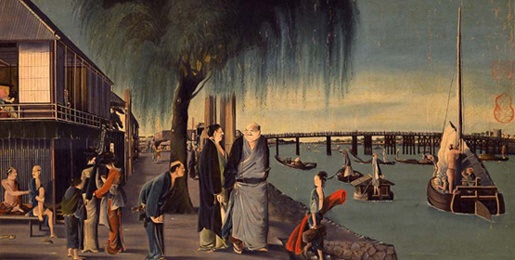
An der Ryōgoku-Brücke
Landschaft mit Berg Asama
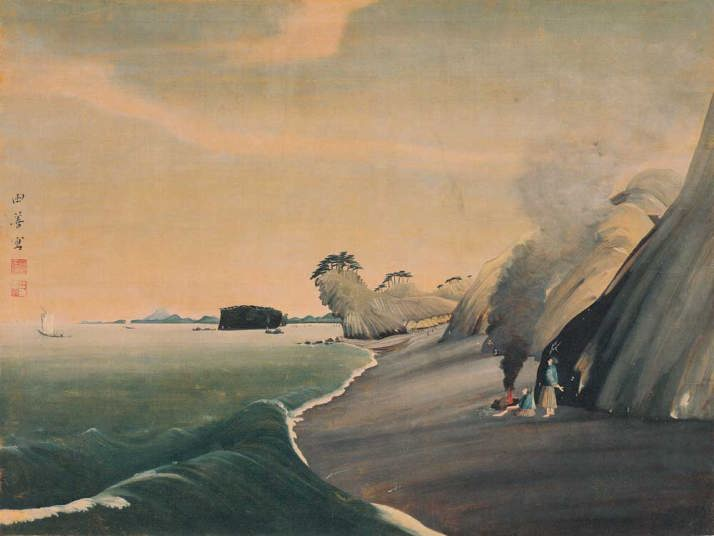
Shichirigahama
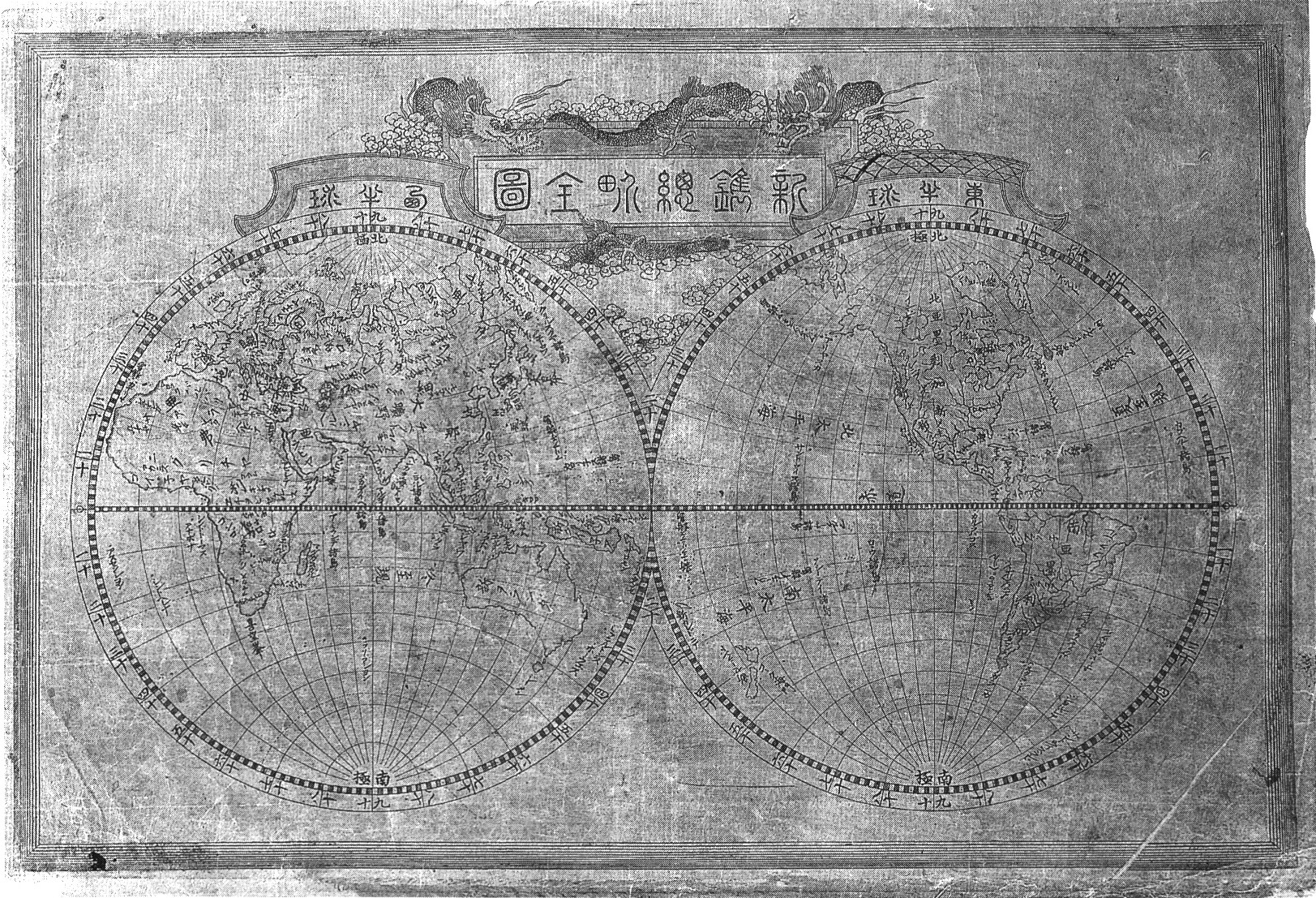
Weltkarte

## Radierungen

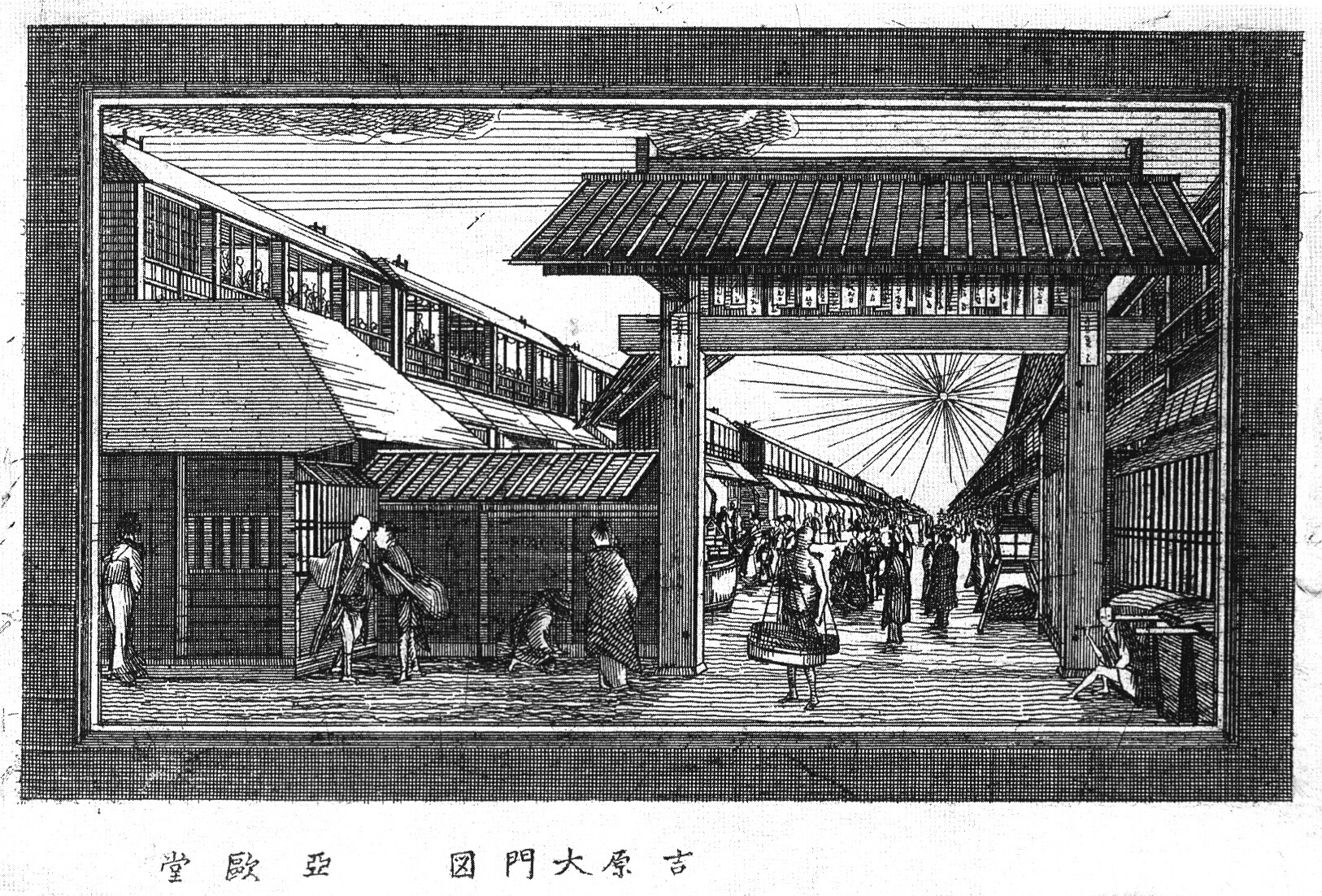
Eingang zu Yoshiwara
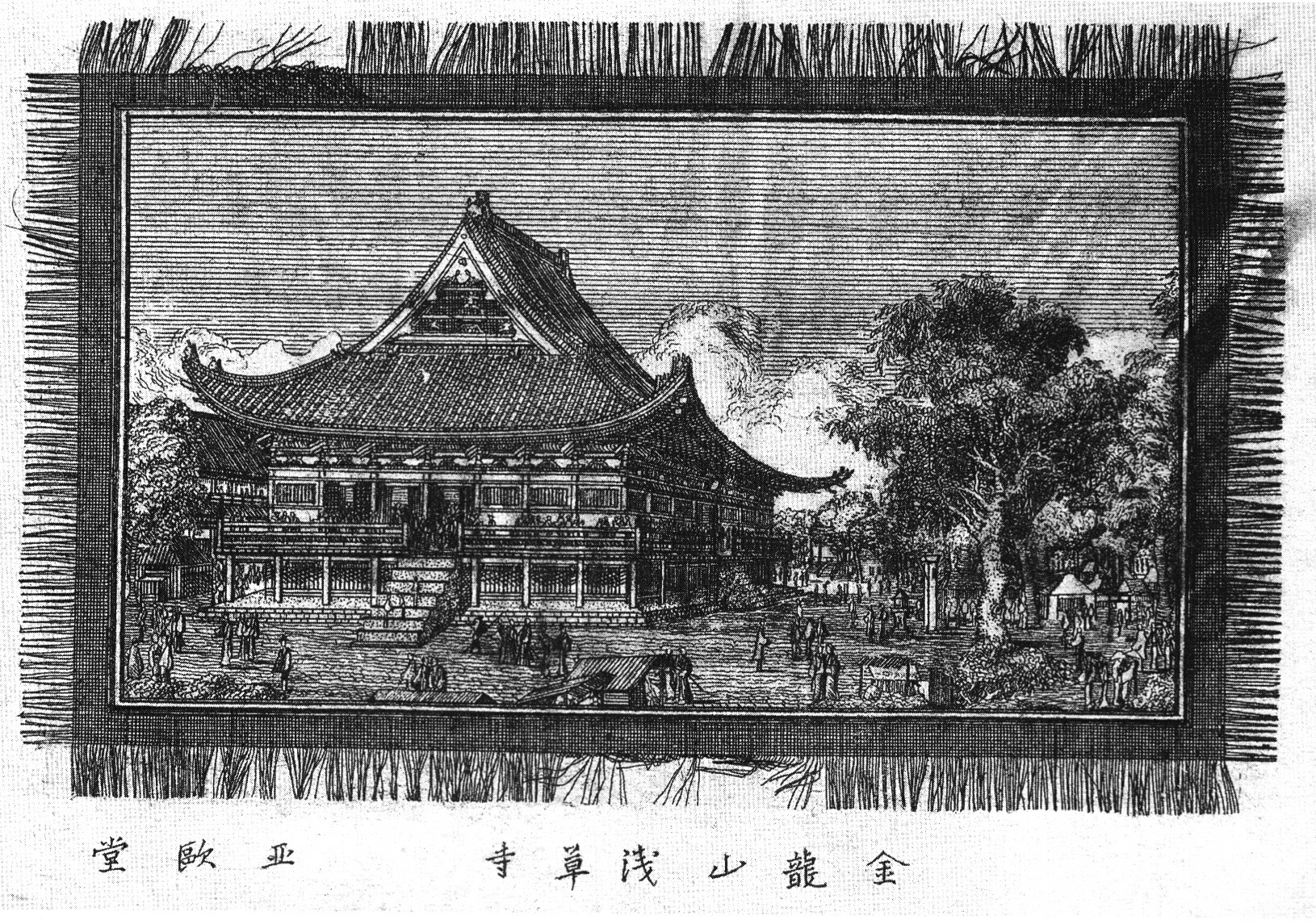
Kinryūsan (Sensō-ji)
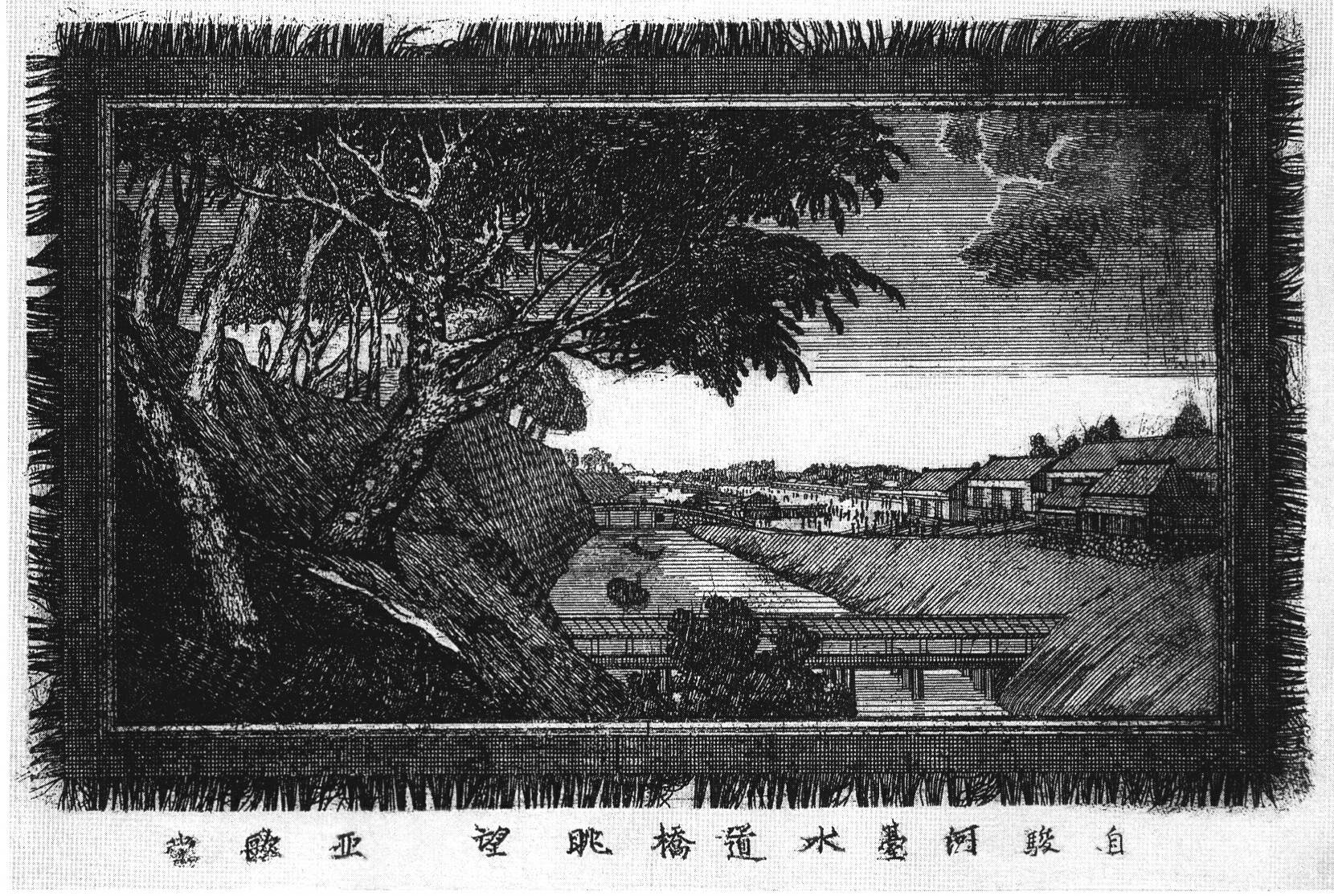
Surugadai und Suidōbashi[A 2]
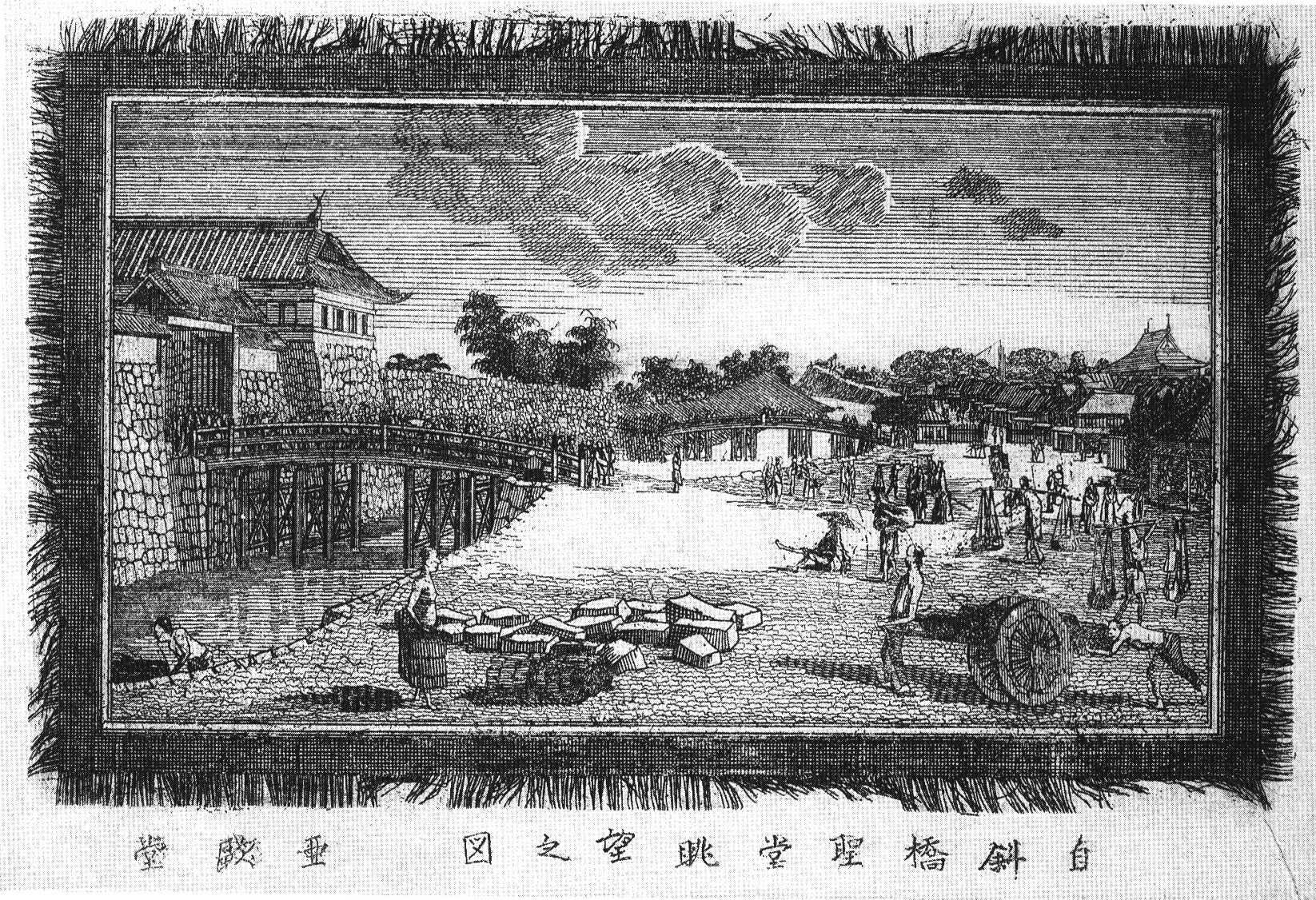
Äußeren Graben und Yushima Seidō (ganz rechts hinten)